# Rylonacept
Rylonacept – dimeryczne białko fuzyjne, które działa przeciwzapalnie przyłączając się do interleukiny 1 i w efekcie blokując jej aktywność.
Rylonacept składa się z domeny łączącej ligand zewnątrzkomórkowej części ludzkiego receptora interleukiny-1 typu I oraz pomocniczego białka receptora IL-1, który połączony jest liniowo z częścią Fc ludzkiego przeciwciała IgG1. Rylonacept wiąże się z IL1α oraz IL-1β w konsekwencji blokując działanie prozapalne cytokiny IL-1.
Na terenie Unii Europejskiej zarejestrowanym preparatem był Rilonacept Regeneron, dopuszczony do obrotu w październiku 2009, jednak po trzech latach pozwolenie to zostało cofnięte. W Stanach Zjednoczonych preparat nosi nazwę Arcalyst, który został dopuszczony do użytku przez amerykańską Agencję Żywności i Leków w lutym 2008 do leczenia okresowych zespołów zależnych od kriopiryny (CAPS, od ang. cryopyrin-associated periodic syndrome) (w tym rodzinnej zimnej pokrzywki i zespołu Muckle’a-Wellsa u pacjentów w wieku 12 lat i starszych), a także do podtrzymywania remisji niedoboru antagonisty receptora interleukiny-1 u pacjentów ważących 10 kg lub więcej.
Lek podawany jest podskórnie w dawce wysycającej 320 mg u dorosłych, a w kolejnych tygodniach wstrzyknięcia następują raz na tydzień w dawce 160 mg.
W 2021 Agencja Żywności i Leków rozszerzyła wskazania do stosowania rylonaceptu w leczeniu nawracającego zapalenia osierdzia i zmniejszania ryzyka jego nawrotu u dorosłych i dzieci w wieku powyżej 12 lat. Arcalyst otrzymał w tym wskazaniu status leku sierocego. Podobny krok podjęła Komisja Europejska, która w styczniu 2021 przyznała firmie Granzer Reguly Consulting & Services oznaczenie leku sierocego dla rylonaceptu w leczeniu idiopatycznego zapalenia osierdzia.